# Bad Griesbach Challenge Tour 2014
Het Bad Griesbach Challenge Tour is een golftoernooi van de Europese Challenge Tour. In 2014 is de officiële naam Aegean Airlines Challenge Tour by Hartl Resort. Het wordt van 3-6 juli gespeeld op een van de banen op de Hartl Resort Bad Griesbach. Het prijzengeld is weer € 170.000, waarvan de winnaar € 27.200 krijgt.
In 2013 werd de eerste editie van dit toernooi gewonnen door de Italiaan Andrea Pavan, die nu op de Europese Tour speelt.

## Verslag
De par van de baan is 72.

### Ronde 1
Rookie Cyril Bouniol startte vroeg en een maakte een ronde met vijf birdies. Dat bleek niet genoeg om aan de leiding te blijven, want Joel Sjöholm kwam twintig minuten later binnen met een score van -6. Later moest hij zijn eerste plek delen met landgenoot Björn Åkesson.

### Ronde 2
Björn Åkesson had een rommelige kaart met zes birdies, 3 bogeys en een triple-bogey en kwam dus level par binnen. Met -6 bleef hij toch aan de leiding, maar hij kreeg gezelschap van vier andere spelers. Er waren zeven spelers op -5 en acht spelers op -4. 
Maarten Lafeber speelde weer onder par ondanks de vier bogeys die hij onderweg maakte.

### Ronde 3 en 4
Van de 5 leiders bleven er na de derde ronde 3 op de eerste plaats staan. Aangezien ronde 3 en 4 in groepen van 3 gespeeld worden, speelden de drie leiders zondag samen in de laatste partij.

Björn Åkesson speelde in ronde 4 de eerste negen holes in 41 slagen, incl. een 9 op hole 5 (een par 4) en verloor daarmee zijn kans om te winnen. Hij maakte daarna wel nog een eagle en twee birdies, hetgeen voldoende was om weer in de top-10 te komen. Van de drie spelers in de laatste partij speelde ook Hanson boven par. Jake Rose kwam met een score van -2 binnen en won. Het toernooirecord kwam op naam te staan van Bernd Ritthammer die daardoor naar de 3de plaats steeg.
- Scores

| Naam               | CTR | OWGR | Score R1 | Score R1 | Nr   | Score R2 | Score R2 | Totaal | Nr  | Score R3 | Score R3 | Totaal | Nr  | Score R4 | Score R4 | Totaal | Nr  |
| ------------------ | --- | ---- | -------- | -------- | ---- | -------- | -------- | ------ | --- | -------- | -------- | ------ | --- | -------- | -------- | ------ | --- |
| Jake Roos          | 7   | 274  | 69       | -3       | T7   | 69       | -3       | -6     | T1  | 67       | -5       | -11    | T1  | 70       | -3       | -13    | 1   |
| Jason Barnes       | 46  | 728  | 71       | -1       | T36  | 71       | -1       | -2     | T27 | 67       | -5       | -7     | T11 | 68       | -4       | -11    | T2  |
| Chris Hanson       | 67  | 908  | 71       | -1       | T36  | 67       | -5       | -6     | T1  | 67       | -5       | -11    | T1  | 73       | +1       | -10    | T3  |
| Bernd Ritthammer   | 66  | 510  | 71       | -1       | T36  | 71       | -1       | -2     | T27 | 71       | -1       | -3     | T29 | 65       | -7       | -10    | T3  |
| Alessandro Tadini  | 63  | 740  | 72       | par      | T61  | 66       | -6       | -6     | T1  | 68       | -4       | -10    | 4   | 72       | par      | -10    | T3  |
| Björn Åkesson      | 20  | 636  | 66       | -6       | T1   | 72       | par      | -6     | T1  | 67       | -5       | -11    | T1  | 74       | +2       | -9     | T6  |
| Andrew Johnston    | 3   | 271  | 70       | -2       | T17  | 68       | -4       | -6     | T1  | 72       | par      | -6     | T12 | 69       | -3       | -9     | T6  |
| Sam Little         | 79  | 847  | 67       | -5       | T3   | 72       | par      | -5     | T7  | 72       | par      | -5     | T16 | 71       | -1       | -6     | T19 |
| Cyril Bouniol      | 29  | 774  | 67       | -5       | T3   | 72       | par      | -5     | T6  | 70       | -2       | -7     | T6  | 74       | +2       | -5     | T22 |
| Dylan Frittelli    | 171 | 491  | 71       | -1       | T36  | 70       | -2       | -3     | T21 | 67       | -5       | -8     | 5   | 75       | +3       | -5     | T22 |
| Maarten Lafeber    | 69  | 181  | 70       | -2       | T16  | 71       | -1       | -3     | T21 | 71       | -1       | -4     | T27 | 72       | par      | -4     | T26 |
| Hugues Joannes     | 31  | 664  | 69       | -3       | T7   | 75       | +3       | par    | T47 | 67       | -5       | -5     | T16 | 74       | +2       | -3     | T32 |
| Joel Sjöholm       | 57  | 540  | 66       | -6       | T1   | 77       | +5       | -1     | T34 | 70       | -2       | -3     | T29 | 74       | +2       | -1     | T39 |
| Robin Kind         | 120 | 1302 | 71       | -1       | T36  | 72       | par      | -1     | T34 | 72       | par      | -1     | T44 | 74       | +2       | +1     | T44 |
| Christopher Mivis  | 72  | 1088 | 71       | -1       | T36  | 73       | +1       | par    | T47 | 69       | -3       | -3     | T29 | 79       | +7       | +4     | T55 |
| Xavier Ruiz Fonhof | =   | 1556 | 75       | +3       | T103 | 77       | +5       | +8     | MC  |          |          |        |     |          |          |        |     |
| Wil Besseling      | 88  | 705  | 76       | +4       | T112 | 76       | +4       | +8     | MC  |          |          |        |     |          |          |        |     |

| Leider |  | Toernooirecord |  | CTR = Challenge Tour Ranking |  | OWGR |  | MC = missed cut = cut gemist |

## Spelers
| - Björn Åkesson - Jason Barnes - Ken Benz - Filippo Bergamaschi - Adrien Bernadet - Wil Besseling - Alexander Björk - Yannick Bludau - Wallace Booth - Cyril Bouniol - Christophe Brazillier - Jaime Camargo - Guillaume Cambis - Scott Campbell - Robert Coles - Federico Colombo - Matteo Delpodio - Alan Dunbar - Pelle Edberg - Rhys Enoch - Ben Evans - Jens Fahrbring - Oscar Florén - Jonathan Fly - Charlie Ford - Florian Fritsch - Dylan Fritelli - Lorenzo Gagli - Jordi García Pinto - Sebastian García Rodriguez - Daniel Gaunt - Daniel Gavins - Domenico Geminiani - Jordan Gibb - Max Glauert - Luke Goddard - Mark F Haastrup - Matt Haines - Chris Hanson | - William Harrold - Benjamin Hebert - Garry Houston - Jamie Howarth - Jeppe Huldahl - Sam Hutsby - Lasse Jensen - Hugues Joannes - Eirik Tage Johansen - Niclas Johansson - Andrew Johnston - Michael Jonzon - Niall Kearny - Dodge Kemmer - Lloyd Kennedy - Jesper Kennegard - Robin Kind - Maarten Lafeber - Joakim Lagergren - Moritz Lampert - David Law - Jesus Legarrea - Ondrej Lieser - Sam Little - Gary Lockerbie - Paul Maddy - Andrea Maestroni - Gregor Main - Andrew Marshall - Richard McEvoy - Ross McGowan - Christopher Mivis - Jamie Moul - Tom Murray - Lukas Nemecz - Nikolaj E Nissen - Thomas Nørret - Pedro Oriol - Jason Palmer | - Ben Parker - Andrea Perrino - Richard Pettersson - Terry Pilkadaris - Niccolo Quintarelli - Jocke Rask - Nicolo Ravano - Bernd Ritthammer - Jake Roos - Andrea Rota - Zane Scotland - Jack Senior - Gareth Shaw - Joel Sjöholm - Matthew Southgate - Oscar Stark - Roland Steiner - Duncan Stewart - Brandon Stone - Alessandro Tadini - Jason Timmis - Manuel Trappel - Daniel Vancsik - Alvaro Velasco - Pontus Widegren - Martin Wiegele - Jeff Winther - George Woolgar Nationale PGA & Invitaties - Jamie Abbott - HP Bacher - Fabian Becker - Elias Bertheussen - Milo Breitenwischer - Sebastian Buhl - Lee Corfield - Sean Einhaus - Anders Engell | - Pedro Figueiredo - Javier Gallegos - Vangelis Gkinis - Stephen Grant - Rene Gruber - Xavier Guzman - Roland Hahn - Mustafa Hocaoglu - Yevgeny Kafelnikov - Sebastian Kannler - Nathan Kimsey - Anton Kirstein - Alexander Knappe - Craig Lawrie - Nicolas Meitinger - Stanislav Matus - Jaakko Nakitalo - Christos Nikopoukos - Marek Novy - Max Orrin - Sandro Piaget - Dominik Pietzsch - Carlos Pigem - Goncalo Pinto - Adam Rajmont - Neil Raymond - Martin Rominger - Xavier Ruiz Fonhof - Hamza Sayin - Juan Sarasti - Marcel Schneider - Michael Stewart - Daniel Suchan - Nicolas Thommen - Lukas Tintera - Jay Townsend - Borja Virto Amateurs - Hamza Esmer WAGR 3152 - Ediz Kemaloglu WAGR 1331 |

Hamza Esmer speelt pas net voor WAGR-punten. Kemaloglu speelt sinds 2013 voor punten, onder meer op het Dutch Junior Open Toxandria.
1990 ·
1991 ·
1992 ·
1993 ·
1994 ·
1995 ·
1996 ·
1997 ·
1998 ·
1999 ·
2000 ·
2001 ·
2002 ·
2003 ·
2004 ·
2005 ·
2006 ·
2007 ·
2008 ·
2009 ·
2010 ·
2011 ·
2012 ·
2013 ·
2014